# Fibre libérienne

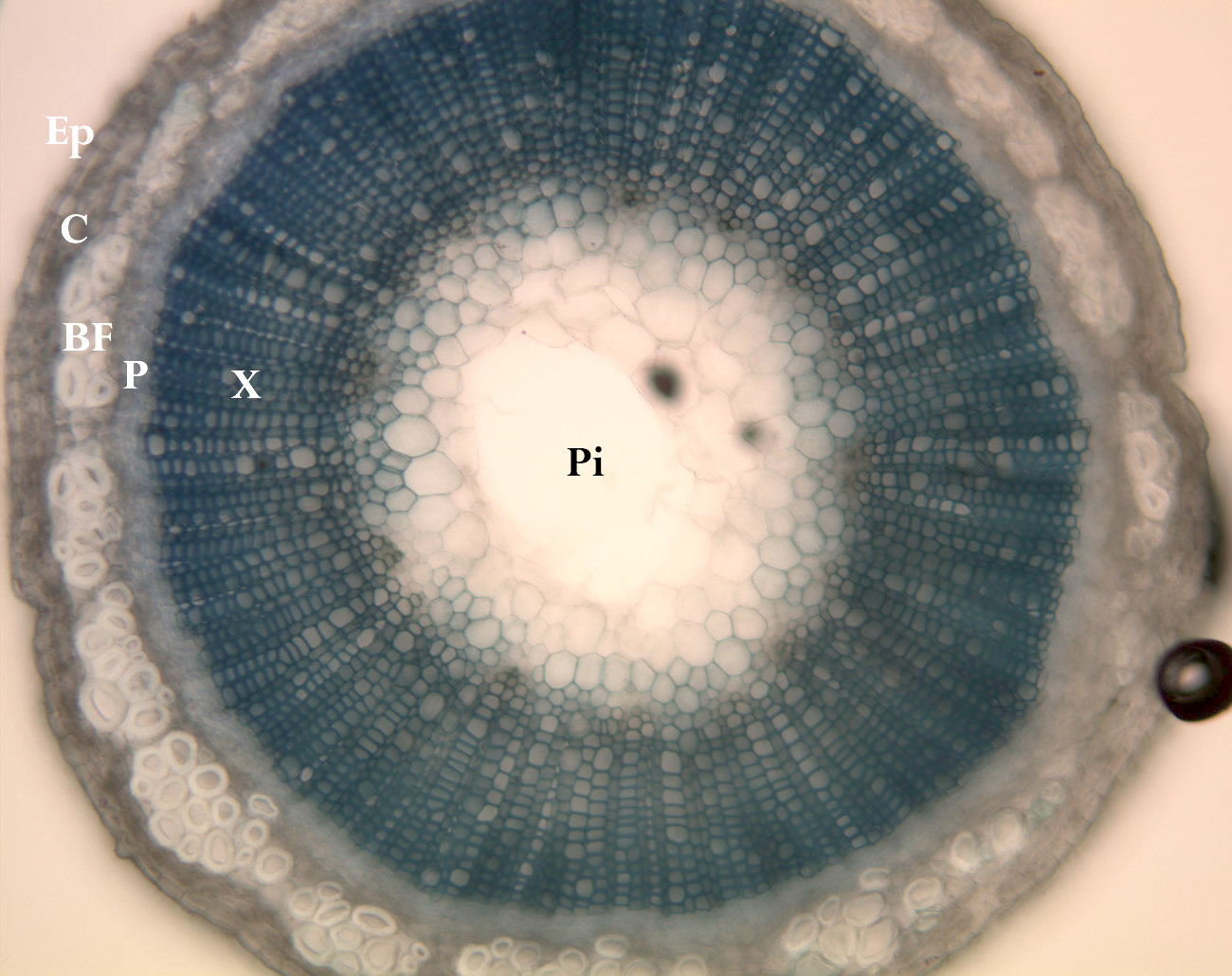
Coupe transversale d'une tige de lin, montrant l'emplacement des tissus sous-jacents. Ep = épiderme ; C = cortex ; BF = fibres libériennes ; P = phloème ; X = xylème ; Pi = moelle.

Femme du sud de la Norvège tissant avec des fibres libériennes de tilleul.

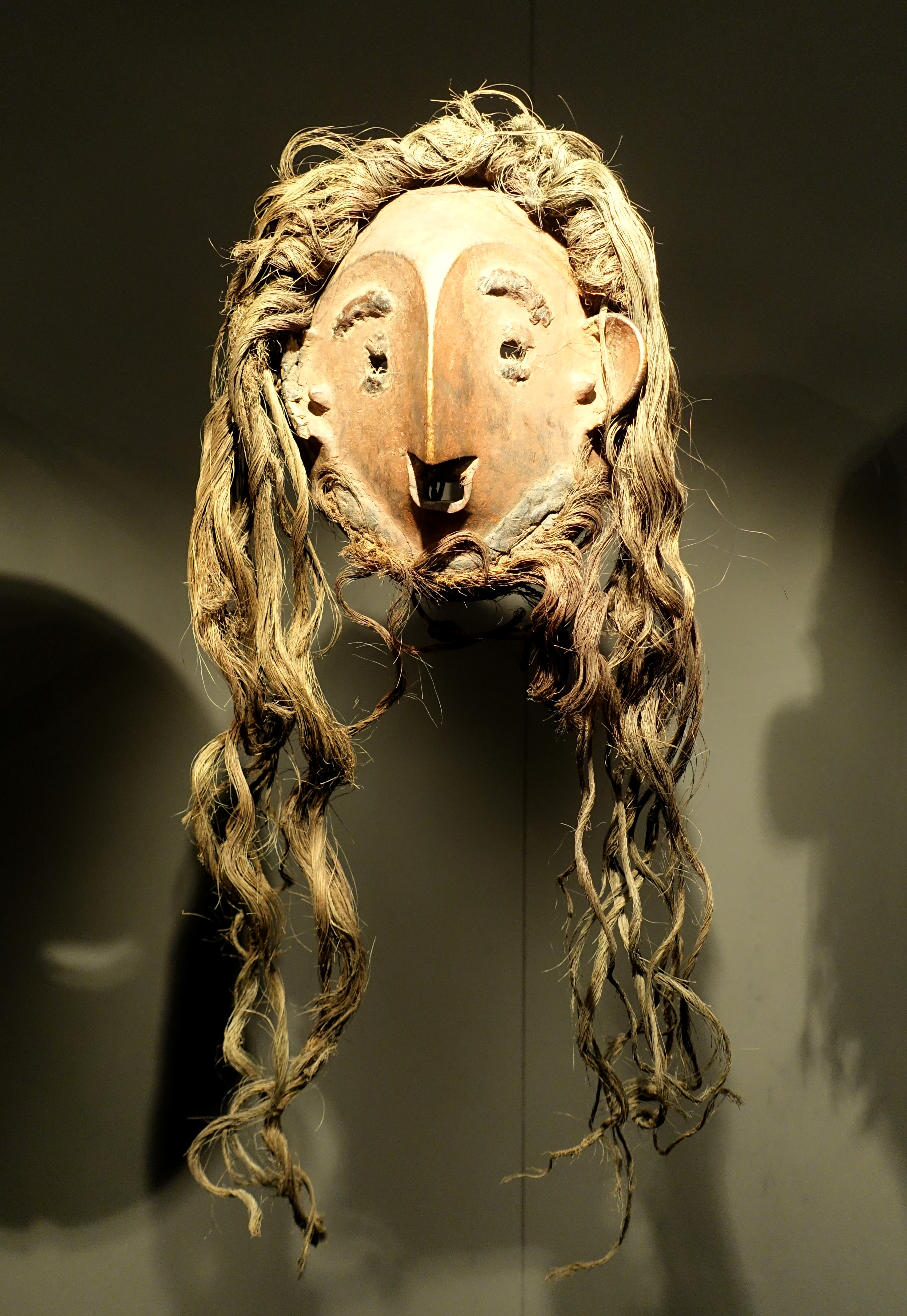
Masque Ndimbu du Tanganyika, en bois, cheveux et fibres libériennes.

Les fibres libériennes (également appelées fibres de phloème) sont des fibres végétales extraites du phloème (l'écorce interne ou liber) entourant la tige de certaines plantes dicotylédones. Elles soutiennent les cellules conductrices du phloème et donnent de la force à la tige. Certaines parmi les fibres libériennes d'importance économique sont obtenues à partir de plantes herbacées cultivées, comme le lin, le chanvre ou la ramie, mais les fibres libériennes de certaines plantes sauvages, comme l'ortie , et d'arbres tels que le tilleul, le saule, le chêne, la glycine et le mûrier ont également été utilisées dans le passé. Les fibres libériennes sont classées comme fibres douces et sont flexibles. Les fibres de plantes monocotylédones, appelées « fibres foliaires », sont classées comme fibres dures et sont rigides.

## Traitement
Étant donné que les fibres recherchées sont situées dans le phloème, elles doivent souvent être séparées du xylème (« noyau ligneux »), et parfois aussi de l'épiderme. Ce processus est appelé rouissage, et peut être effectué par des micro-organismes soit sur terre (cas le plus fréquent), soit dans l'eau, ou par des produits chimiques (par exemple avec un pH élevé et des agents chélateurs) ou par des enzymes pectinolytiques. Dans le phloème, les fibres libériennes se présentent en faisceaux collés ensemble par la pectine et les ions calcium. Un rouissage plus intense sépare les faisceaux en fibres élémentaires, pouvant atteindre plusieurs centimètres de long. Souvent, les fibres libériennes ont une résistance à la traction plus élevée que les autres types de fibres et sont utilisées dans des textiles de haute qualité (parfois en mélange avec du coton ou des fibres synthétiques), des cordes, des fils, des papiers, des matériaux composites, etc. Une propriété importante des fibres libériennes est qu'elles contiennent une structure spéciale, le « nœud de fibre », qui représente un point faible et donne de la flexibilité. Les fibres issus de graines, comme le coton, n'ont pas de nœuds.

## Utilisation
Les plantes qui ont été utilisées pour leurs fibres libériennes comprennent notamment le lin, le chanvre, le jute, le kénaf, le kudzu, le tilleul, l'asclépiade, la grande ortie, le gombo, le mûrier à papier, la ramie et l'oseille de Guinée.
Les plus anciens tissus préservés au monde sont composés de fibres libériennes de chêne. Ils ont été mis au jour dans le site archéologique de Çatal Höyük en Turquie et datent de 8000 à 9 000 ans.

Robe en fibre libérienne non précisée, Yuracaré,, Bolivie 1908–1909.

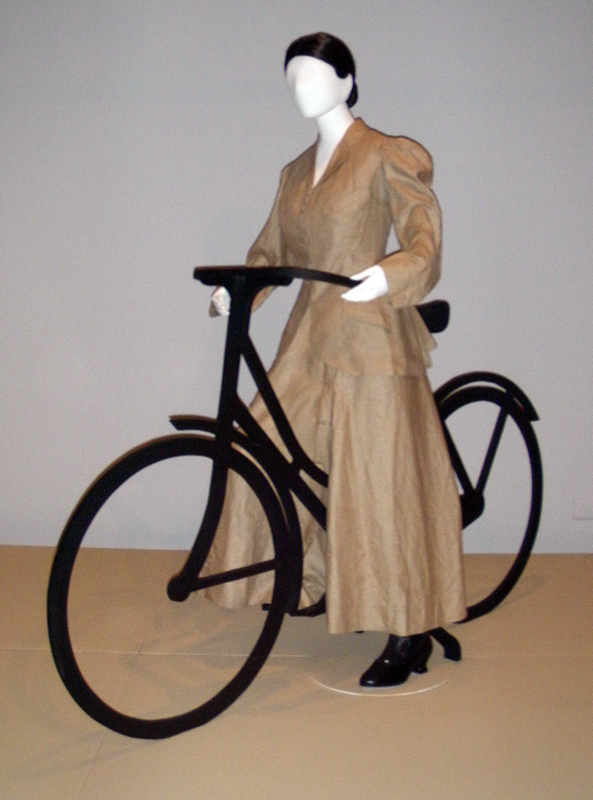
Tenue de cycliste en fibres libériennes de lin, New York, États-Unis, 1908.

Les fibres libériennes sont traitées pour être utilisées sous forme de  tapis, fils, cordes, géotextiles (filets ou nattes), tapis traditionnels, toile de jute, papier, sacs, etc. Les fibres libériennes sont également utilisées dans les industries du non tissé, du moulage et des technologies composites pour la fabrication de tapis et de moquettes non tissés, de panneaux composites comme matériaux d'ameublement, panneaux de porte et ciels de toit d'automobiles, etc. Depuis la Préhistoire jusqu'au début du XXe siècle au moins, des laptis (chaussures) ont été tissés à partir de bandes d'écorce dans les zones forestières d'Europe de l'Est.
Là où aucune autre source de tan était disponible, les fibres libériennes ont également été utilisées pour le tannage du cuir.